# Partido Es Posible
Es Posible fue un partido político de orientación peronista fundado en Argentina el 10 de marzo de 2008 por Alberto Rodríguez Saá. 
Se presentó por primera vez en las elecciones legislativas de 2009, obteniendo el séptimo lugar en la provincia de Buenos Aires donde la disputa se polarizó entre Unión PRO, el Frente para la Victoria y el Acuerdo Cívico y Social, obteniendo alrededor de 60.500 votos, lo que representó el 0,84% de los sufragios.
En 2015 se fusionó con el Movimiento Independiente de Justicia y Dignidad para formar el partido Compromiso Federal.

## Elecciones presidenciales
|  | 7.64 % |

|  | 7.96 % |

|  | 1.64 % |